# 执政官宫 (曼托瓦)
执政官宫（Palazzo del Podestà）或布罗莱托宫（Palazzo del Broletto），是一座13世纪的宫殿，位于意大利伦巴第大区曼托瓦中心的埃尔贝广场（Piazza delle Erbe）和布罗莱托广场之间，主立面朝向布罗莱托广场。该建筑多年来一直为市政府所在地。

## 历史

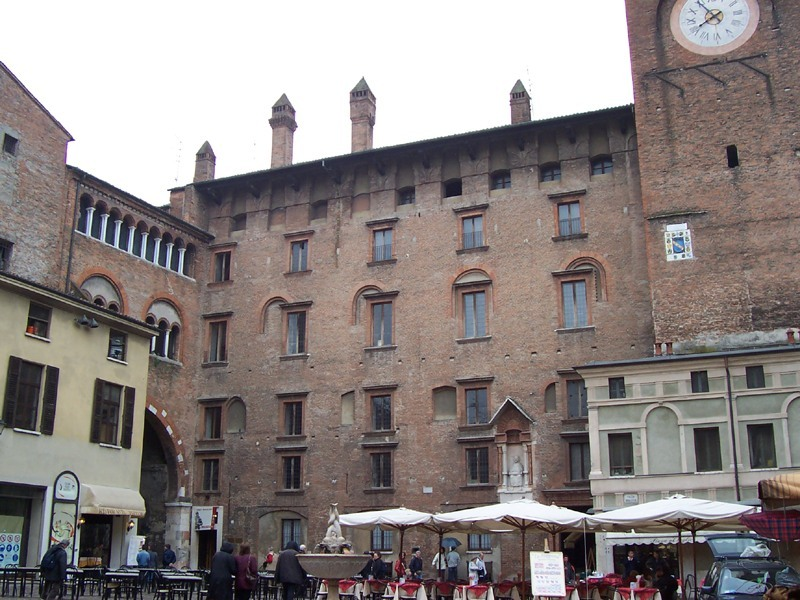
布罗莱托广场立面

宫殿建于1227年，为市政府所在地。火灾后，公爵卢多维科·冈萨加在15世纪重建该建筑，为文艺复兴建筑风格，由Luca Fancelli设计。
宫殿有两个立面。布罗莱托广场主立面有高大的钟塔，维吉尔和圣母雕像。

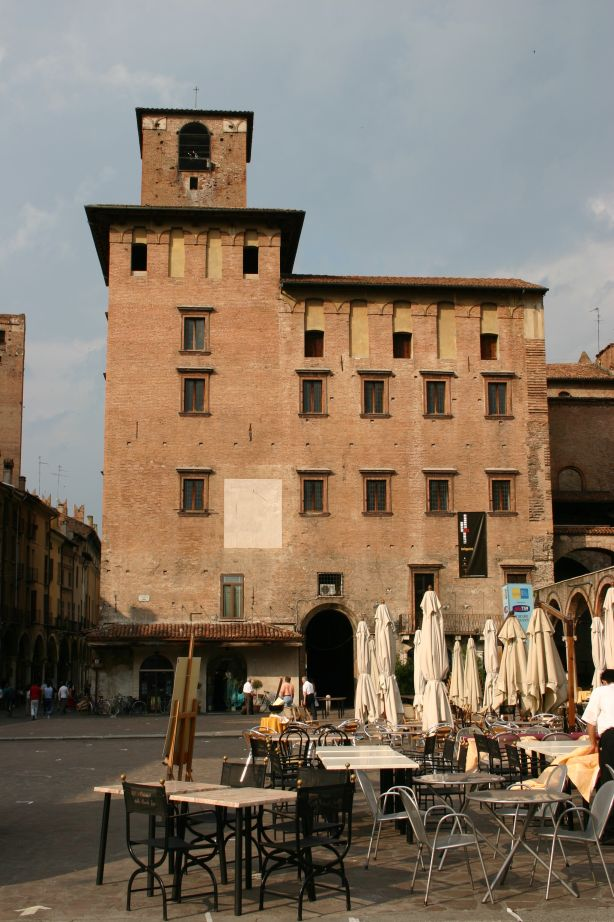
埃尔贝广场立面